# Henry Pottinger

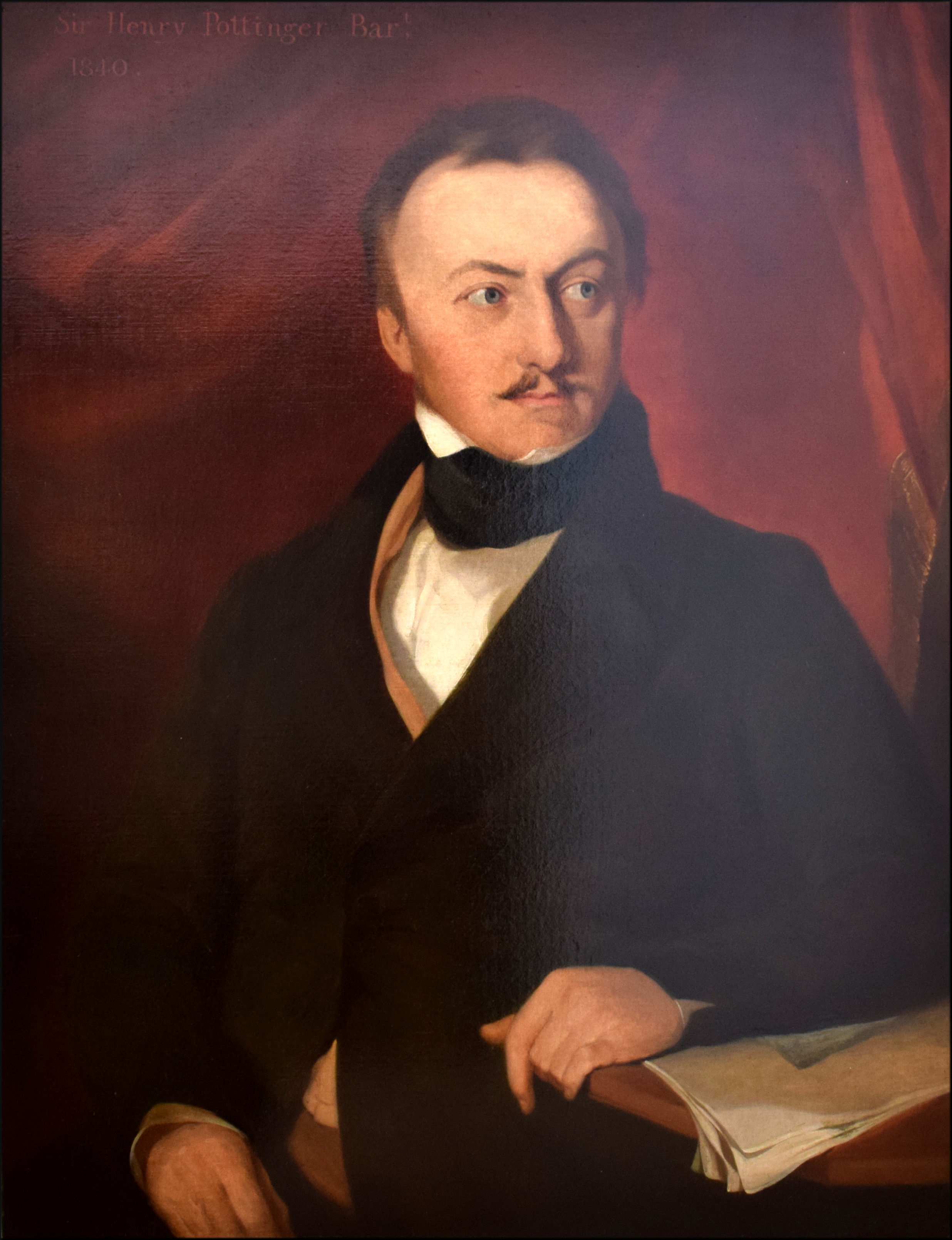
Henry Pottinger

Henry Pottinger (en chino, 砵甸乍, 璞鼎查; 3 de octubre de 1789 – 18 de marzo de 1856) fue un soldado y administrador colonial británico que se convirtió en el primer Gobernador de Hong Kong. Inició su carrera como soldado y posteriormente administrador colonial al servicio de la Compañía de las Indias Orientales en la India británica. Posteriormente entró al servicio del gobierno británico, que lo envió a China en 1841 para hacerse cargo de la primera guerra del opio (1839-1842). Tras forzar la rendición del Imperio Chino y negociar el Tratado de Nankín (1842), Pottinger se convirtió en el primer gobernador colonial de Hong Kong. Posteriormente fue gobernador del Cabo y de Madrás.

## Biografía
Henry Pottinger nació en Ballymacarrett, Condado de Down, Irlanda, el 3 de octubre de 1789. Descendía de los Pottingers de Berkshire, una antigua familia inglesa que se había instalado en Irlanda en el siglo XVII. Fue el quinto hijo de Eldred Curwen Pottinger y su esposa Anne. Tuvieron tres hijas y ocho hijos. Henry se educó en la Academia de Belfast hasta la edad de 12 años. 

### India
En 1803, emigró a la India con la intención unirse al servicio marítimo de la Compañía de las Indias Orientales, pero al año siguiente se unió al servicio militar de la Compañía. Estudió lenguas locales en Bombay y se convirtió en profesor asistente. El 18 de septiembre de 1806, fue nombrado alférez y ascendido a teniente el 16 de julio de 1809.

Mapa de Baluchistéan trazado por Pottinger, mostrando su ruta.

Pottinger exploró las tierras entre el Indo y Persia, viajando disfrazado de comerciante musulmán y estudiando los idiomas locales, bajo las órdenes de Sir John Malcolm. En 1809, luchó en la tercera guerra anglo-maratha. En 1810, él y  Charles Christie emprendieron una expedición desde Nushki (Baluchistán) a Isfahán (Persia central) disfrazados de musulmanes. Christie se dirigió al norte a Herat y luego al oeste, mientras Pottinger se dirigió al oeste a través del desiertos hasta llegar a Kerman e Isfahán, donde se reunieron. La expedición fue financiada por la Compañía de las Indias Orientales para investigar las regiones de Baluchistán y Persia. Esto respondía a la preocupación de que la India fuera invadida por fuerzas francesas. Pasarían 100 años antes de que otro europeo tomara esta ruta. Gracias a esta expedición, Pottinger fue ascendido al rango de Coronel. 
Pottinger más tarde se convirtió en Administrador Residente de Sindh en 1820. Posteriormente ocupó el mismo puesto en Hyderabad. En 1830 se convirtió en el Residente Británico de Kutch, en Guyarat. Durante este período mantuvo una estrecha correspondencia con el explorador Charles Masson, a quien apoyó económicamente en sus descubrimientos arqueológicos de Alejandría en el Cáucaso y Bamiyán en Afghanistán, y Harappa cerca de Kutch. En 1839 Pottinger regresó al Reino Unido, donde lo nombraron baronet.

### China
A finales de 1839 el Parlamento Británico declaró formalmente la guerra al Imperio Chino a fin de proteger el narcotráfico británico de opio. Ante el pobre desempeño del representante británico en China, Charles Elliot, quien en enero de 1841 había firmado un armisticio con China sin el permiso del ministro de asuntos exteriores, Lord Palmerston, éste decidió cesarlo en mayo de 1841 y ofreció a Pottinger el puesto de embajador, plenipotenciario y superintendente de comercio británico en China. Como parte del armisticio que tanto Palmerston como el emperador Daoguang desautorizaron, Elliot había negociado la cesión al Reino Unido de la isla de Hong Kong, por entonces deshabitada; entre las órdenes que Pottinger recibió de Palmerston, éste le indicó que "examine con cuidado las capacidades naturales de  Hong Kong, y no acepte ceder esa isla a menos que descubra que puede cambiarla por otra en el vecindario de Cantón mejor adaptado para los propósitos en vista; igualmente defendible; y que ofrezca suficiente refugio para los buques de guerra y comercio".
Pottinger salió de Londres el 5 de junio de 1841, viajó en barco a través del Mediterráneo, por tierra a través de Suez, y llegó a Bombay el 7 de julio, donde permaneció durante 10 días antes de llegar a China el 10 de agosto. Todo el viaje duró 67 días, un récord en esa época. El 4 de noviembre, el sucesor de Palmerston Lord Aberdeen escribió a Pottinger que había dudas sobre la adquisición de Hong Kong ya que incurriría en gastos administrativos y complicaría las relaciones con China y otras naciones.
Pottinger se hizo cargo de las operaciones militares nada más llegar a Cantón. Luego de forzar la rendición de la ciudad, que se encontraba en ese momento sitiada por la escuadra británica, hizo que la fuerza expedicionaria británica atacara China central en el otoño de 1841. La escuadra británica capturó Amoy y bloqueó buena parte de los puertos de China central. A comienzos de 1842, Pottinger decidió asestar un golpe definitivo al Imperio Chino y forzarlo a negociar atacando el Yangtsé, lo que amenazó el suministro de alimentos del norte de China. Tomó Shanghái y amenazó todo el comercio del norte del país al ser el puerto final del Gran Canal. Cuando los británicos se disponían a atacar la ciudad de Nankín, consiguió al fin forzar un armisticio con China, y negoció los términos del Tratado de Nankín (1842). Esto puso fin a la primera guerra del opio y cedió definitivamente ela isla de Hong Kong al Reino Unido. 
Pottinger escribió en una carta a Lord Aberdeen que en una fiesta celebrando la ratificación con su homólogo Keying, Keying insistió en que intercambiaran ceremonialmente retratos en miniatura de cada miembro de la familia de los demás. Al recibir un retrato en miniatura de la esposa de Pottinger, Pottinger escribió que Keying "se lo colocó en la cabeza, que me han dicho que es la más alta muestra de respeto y amistad", llenó una copa de vino, sostuvo la imagen frente a su rostro, murmuró algunas palabras en voz baja, bebió el vino, volvió a colocar la imagen en su cabeza y luego se sentó "para completar la ceremonia de amistad a largo plazo entre las dos familias y los dos pueblos.

### Hong Kong

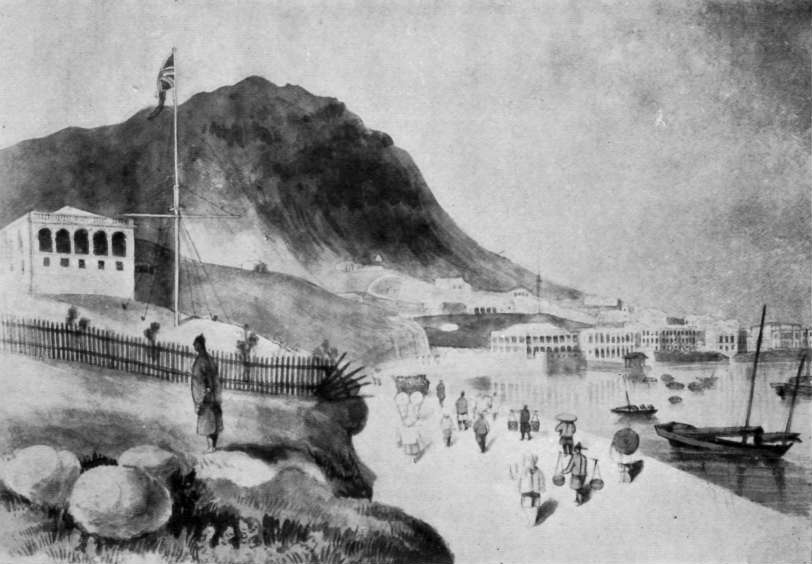
Residencia de Pottinger en Victoria, Hong Kong, 1845

Pottinger se convirtió en el segundo administrador de Hong Kong (1841-1843) y el primer Gobernador de Hong Kong (1843-1844). Cuando envió el tratado a Aberdeen, Pottinger comentó, "la retención de Hong Kong es el único punto en el que he excedido intencionalmente mis instrucciones modificadas, pero cada hora que he pasado en este magnífico país me ha convencido de la necesidad y conveniencia de que poseamos un asentamiento a modo de emporio para nuestro comercio y un lugar desde el cual los súbditos de Su Majestad en China puedan ser igualmente protegidos y controlados".
El 26 de abril de 1843, la residencia de Pottinger, ahora el Antiguo edificio de la misión francesa, fue asaltada. En mayo de 1843, recomendó que se reclutara en Gran Bretaña una fuerza policial de cuatro oficiales y 50 hombres, pero esto fue rechazado por motivos económicos. El 26 de junio de 1843, fue nombrado Comandante en Jefe de las tropas británicas estacionadas en Hong Kong.
Durante su breve mandato, Pottinger estableció cámaras ejecutiva y legislativa, una para discutir asuntos políticos y la otra para diseñar códigos legales. Sin embargo, las cámaras no se reunían con frecuencia, y esto le dio a Pottinger amplios poderes para decidir sobre la política. Hacia el final de su mandato, Pottinger perdió el apoyo de los comerciantes británicos locales y quedó aislado. Partió el 7 de mayo de 1844. Durante su mandato como gobernador, Hong Kong se convirtió en el principal puerto para el comercio de opio en China.

### Últimos años
Pottinger regresó a Gran Bretaña en 1844. Se convirtió en miembro del Consejo Privado del Reino Unido el 23 de mayo de 1844,  y en junio de 1845 la Cámara de los Comunes votó a favor de concederle una pensión de 1.500 libras esterlinas al año vitalicias. En 1847, se convirtió en Gobernador de la Colonia del Cabo. Regresó a la India como Gobernador de Madrás de 1848 a 1854, y fue ascendido a teniente general en 1851. Murió jubilado en Malta el 18 de marzo de 1856. Fue enterrado en el cementerio protestante de la isla, ahora conocido como el Jardín Histórico del Bastión de Msida, en Floriana.